# Santuario della Madonna del Carmine (Montefalcone di Val Fortore)

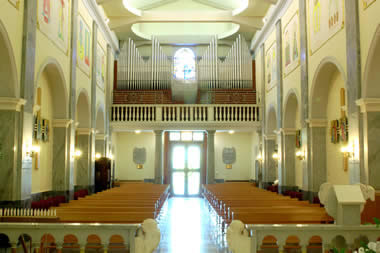
L'interno del santuario

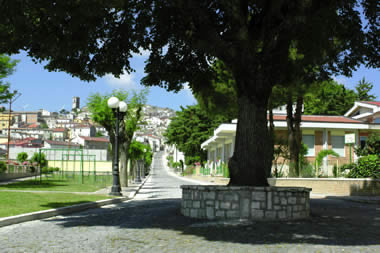
Il viale che collega il santuario al paese

Il santuario della Madonna del Carmine è un edificio di culto situato a Montefalcone di Val Fortore, nella diocesi di Ariano Irpino-Lacedonia, dedicato alla patrona del paese (festeggiata dal 15 al 17 luglio). È meta di pellegrinaggi.
La costruzione dell'edificio iniziò nel 1604, inizialmente con una più modesta cappella, finanziata dai fedeli, che desideravano avere un luogo di culto per venerare la Madonna.
Nel 1903 l'abate Antonio Altobelli, parroco di Santa Maria e rettore del santuario, promosse l'incoronazione della Vergine e da allora la cappella assunse il nome di "santuario".
L'impegno più proficuo nella gestione del santuario fu dell'abate Antonio Petrilli, parroco di Santa Maria e rettore del santuario dal 1920 al 1954. Questi, avvalendosi sempre dell'aiuto dei fedeli locali, si prodigò per l'ampliamento, la pavimentazione e la decorazione del santuario e per la sistemazione del lungo viale che lo collega al paese. Fondò inoltre l'istituto delle suore carmelitane, che da allora curano il luogo sacro. L'istituto fu eretto in Congregazione di diritto diocesano il 15 ottobre 1934 e aggregato all'Ordine delle Monache Carmelitane Scalze il 28 marzo 1951. Le spoglie dell'abate riposano nell'edificio e gli è stato eretto un monumento nel giardino del santuario.
Nel 2003 e nel 2004 si sono festeggiati rispettivamente il primo centenario dell'incoronazione della statua della Madonna del Carmine (con la presenza del cardinale di Napoli Michele Giordano) e il quarto centenario della fondazione del santuario, radunando una grande quantità di fedeli.

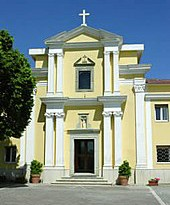
La facciata
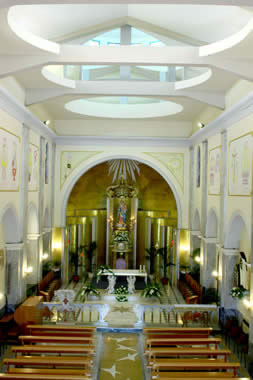
L'altare